# ديفيد هاتشر تشايلدريس
ديفيد هاتشر تشايلدريس (بالإنجليزية: David Hatcher Childress)‏ هو كاتب أمريكي، ولد في 1957.

## وصلات خارجية
- ديفيد هاتشر تشايلدريس على موقع IMDb (الإنجليزية)
- ديفيد هاتشر تشايلدريس على موقع قاعدة بيانات الفيلم (الإنجليزية)